# Växthusgasutsläpp
Växthusgasutsläpp från mänskliga aktiviteter (antropogena utsläpp) förstärker växthuseffekten. Detta är huvudorsaken till klimatförändringarna. Utsläpp av koldioxid (CO2), från förbränning av fossila bränslen som kol, olja och naturgas, är den största faktorn som orsakar klimatförändringar. Andra källor till utsläpp är produktion av material som stål, cement, och plast, matproduktion och avskogning. Utsläppen av växthusgaser ökar på många platser i världen, men det finns länder som minskat sina utsläpp.
Som en direkt konsekvens av dessa utsläpp var den globala medeltemperaturen 1,09 [0,95 till 1,20] °C högre under 2011–2020 jämfört med 1850–1900, enligt IPCC.
De största utsläppsländerna av växthusgaser är Kina följt av USA, där USA har högre utsläpp per capita. De största producenterna som driver utsläppen globalt är stora olje- och gasbolag. Utsläpp från mänskliga aktiviteter har ökat atmosfärens koldioxid med cirka 50 % jämfört med förindustriella nivåer.
Globala antropogena växthusgasutsläpp har uppskattats till 59 GtCO2e (miljarder ton koldioxidekvivalenter) år 2019, ungefär 12 % (6,5 GtCO2e) högre än år 2010 och 54 % (21 GtCO2e) högre än år 1990. Historiska kumulativa nettoutsläpp av CO2 från 1850 till 2019 var 2400 ± 240 GtCO2.

## Växthusgasutsläpp per sektor
El- och värmeproduktion är de största källorna till globala utsläpp. Därefter följer transport, industri, byggnation (främst cement och liknande material) samt jordbruk. Detta skiljer sig på regional och nationell nivå - i Sverige är den största utsläppskällan industri (33%), följt av transport (31%).

## Sveriges utsläpp av växthusgaser
Sveriges utsläpp av växthusgaser var 44,2 miljoner ton koldioxidekvivalenter år 2023 enligt preliminär statistik. Det motsvarar en minskning med drygt 2 procent jämfört med 2022.
Jämfört med 1990 har de totala klimatutsläppen nu minskat med 38 procent. Det långsiktiga nationella målet innebär att Sverige inte ska ha några nettoutsläpp av växthusgaser till atmosfären senast år 2045, för att därefter uppnå negativa utsläpp.
Industrins utsläpp minskade med 3 procent under 2023 jämfört med 2022, vilket främst beror på minskad produktion i mineralindustrin och järn- och stålindustrin.
I el- och fjärrvärmesektorn minskade utsläppen med 8 procent, trots att det var kallare 2023 jämfört med 2022. En bidragande orsak var att den fossilbaserade elproduktionen minskade.

## Beräkning och redovisning av växthusgasutsläpp
EU:s direktiv Corporate Sustainability Reporting Directive (CSRD) för icke-finansiell hållbarhetsrapportering inkorporerades i svensk lag den 1 juli 2024. Enligt direktivet ska företag rapportera sin påverkan på materiella områden, varav klimatpåverkan från utsläpp av växthusgaser är en nyckelfråga. För att beräkna sina utsläpp av växthusgaser använder sig företag och organisationer av standarden GHG-protokollet.